# حديقة تارونغ الوطنية
تارونغ هي حديقة وطنية في ولاية كوينزلاند، أستراليا، 137 كم شمال غرب بريزبان.